# Pimelodina flavipinnis
Pimelodina flavipinnis és una espècie de peix de la família dels pimelòdids i de l'ordre dels siluriformes.

## Alimentació
Menja organismes bentònics.

## Hàbitat
És un peix d'aigua dolça i de clima tropical.

## Distribució geogràfica
Es troba a Sud-amèrica: conques dels rius Amazones i Orinoco.